# Eclissi solare del 20 luglio 1982
L'Eclissi solare del 20 luglio 1982 è stato un evento astronomico che ha avuto luogo il suddetto giorno attorno alle ore 18:44 UTC. Tale evento ha avuto luogo nell'Eurasia settentrionale e nel Nord America settentrionale. L'eclissi del 20 luglio 1982 è diventata la terza eclissi solare nel 1982 e la 188ª nel XX secolo. La precedente eclissi solare si è verificata il 21 giugno 1982, la seguente il 15 dicembre 1982.
Solitamente avvengono due eclissi solari ogni anno; nel 1982 ne sono avvenute quattro, tutte parziali. Questa eclissi solare è la terza di queste ed è passato solo un mese dall'ultima eclissi solare. 
Il giorno della luna nuova (novilunio), la differenza tra le distanze apparenti di luna e sole osservate sulla terra è estremamente piccola. In tale momento, se la luna si trova in prossimità del nodo lunare, cioè uno dei due punti in cui la sua orbita interseca l'eclittica, si verifica un'eclissi solare. Quando vi è assenza di ombra e la penombra raggiunge parte dell'estremità settentrionale o meridionale della terra, si verifica un'eclissi solare parziale, che si verifica quindi presso le regioni polari della Terra.

## Percorso e visibilità
Questa eclissi parziale poteva essere vista in Alaska, Canada settentrionale, a nord della Groenlandia, nell'Oceano Artico sovietico (che ora è la costa della Russia), l'intero territorio nordico dell'Europa centrale, metà dell'Europa occidentale esclusa la Francia, la penisola iberica escluso il sud-est. A seconda del fuso orario, la maggior parte dell'Europa e del Nord America ha visto l'eclissi solare il 20 luglio, la parte nord-orientale dell'Unione Sovietica ha visto per lo più l'eclissi solare il 21 luglio.

## Eclissi correlate

### Eclissi solari 1979 - 1982
Questa eclissi è un membro di una serie semestrale. Un'eclissi in una serie semestrale di eclissi solari si ripete approssimativamente ogni 177 giorni e 4 ore (un semestre) in nodi alternati dell'orbita della Luna.